# Catherine (cantante)
Catherine Adames, (Ciudad de Panamá, 15 de septiembre de 1985), conocida en ámbito musical como Catherine, es una artista o cantante, autora y compositora panameña del género Romantic flow o Romantic Style y Reggae en español.
Madre de cuatro hijos, es conocida por éxitos como Por qué a mí o Calma este dolor, Quién te amará, Ese hombre es mío, No me castigues, Mentiras, Nada, Dime hasta cuándo a dúo con Flex, Lo mejor de mí, Quisiera olvidarme de ti, Como quisiera, Eres tú, Me acuerdo de ti, Se rompió el hechizo, Mi debilidad, No te imagino a dúo con Miguel Ángel y Fredy Sky y muchos más.

## Inicios
Catherine, artista actualmente trabajando con Regue Records, así como también trabajo con Asterisco Records y  por la compañía musical Event Music, es una de las primeras intérpretes del género romántico del Reggae femenino de su país natal Panamá. Inició su carrera musical a muy temprana edad, cuando aún realizaba los estudios secundarios. 
Catherine marca el inicio de su carrera como cantante cuando realiza una audición para la producción discográfica "Da Crew"; fue entonces cuando los productores se interesaron en su voz y talento y grabaron su primera canción, un cover del popular tema "Tú" de Shakira.
Para entonces, Catherine conocía su pasión por el canto, pero no su aptitud para componer letras de canciones. Poco tiempo pasó, cuando Catherine ya tenía listo su primer tema, cantado y compuesto por ella misma, titulado "¿Quién te amará?", mediante el cual se da a conocer en todo el territorio panameño. 
Posterior a esto, son varios los temas que siguió grabando la artista, pero uno de ellos en especial es "Lo mejor de mí", con el que Catherine hace un "boom" en su carrera debido a lo mucho que gustó. Fue más el empuje que este y otros como Por que a mi o calma este dolor, entre otros, en el ámbito internacional en países como Costa Rica, Ecuador, Honduras, Argentina, Bolivia, Perú, Aruba, Guatemala, El Salvador y muchos más.

## Retiro Temporal y vuelta a los escenarios
Más adelante, por razones de estudio, Catherine se retiró de los escenarios tanto nacionales como internacionales, momento en que procrea se primer hijo llamado Kevin. Pero no por mucho tiempo, ya que en el año 2007 anuncia su retorno a la música junto a la compañía musical Event Music y vuelve esta vez con un cambio total en su imagen y con un tema promocional nombrado, "Perdiste por lento" diferente a lo que todos estaban acostumbrados a escuchar de parte de ella hasta el momento, ya que dejó de lado para esta oportunidad su tradicional ritmo romántico o Romantic flow por un contagioso Reguetón.
Luego, continúa sus trabajos musicales y graba el tema "Ese hombre es mío" al cual en el mes de julio le graba y estrena su video musical. 
Ella está sumamente enfocada en llevar adelante esta segunda etapa de su carrera artística y para ello trabaja fuertemente junto a la compañía musical que la representaria, Event Music.
Después de un periodo de ausencia Catherine regresa a la música esta vez con un cambio total en su imagen y con un tema promocionan bajo el brazo titulado "Perdiste por lento", luego graba el tema "Ese hombre es mío" y posteriormente graba el tema "No me imagino" a dúo con el cantante Miguel Ángel, "Mentiras" y otros.

Catherine vuelve a hacer una pausa musical en el año 2013 para dedicarse a su familia y culminar su Licenciatura en Derecho y Ciencias Políticas, así como ejercer la misma y a cuidar de las tres hermosas princesa que nacieron después, también como su intimidad espiritual que la llevaron a retirarse por varios años, pero anuncia su regreso nuevamente como la gran artista romántica de su país natal Panamá, siendo una de los iconos femeninos del Romantic Style o Romantic Flow, convertida en una profesional "Abogada" y dispuesta a dar lo mejor de si a su fanaticada que la ha apoyado durante muchos años, ahora bajo la compañía Regue Records quien la graba en la producción Infinitum, misma que resalta el género único y romántico de Panamá del Reguee en español.

## Sus Canciones y Otros
Forman parte del repertorio musical de Catherine, canciones como: 
- Por que a mi o Calma Este Dolor[5]
- "No me castigues"[6]
- "Aléjate de mí"
- ¿Por qué a mí?[7]
- "Nada"[8]
- "En tu corazón"
- "Vuelve pronto"
- Mentiras[9]
- Ese hombre es mio
- Lo mejor de mi
- y muchas más producciones discográficas como: "Triple X", "Poison", "Dead Match" y "Cuentos de la Cripta" contienen algunas de sus canciones.

Catherine además promovió un calendario 2009, que contenía fotos de diferentes panoramas.
Fue además activista de la protección ambiental, Junto al Boxeador panameño Pelenchín saca un Jingle contra la contaminación ambiental en la campaña social que organiza la Autoridad Nacional del Ambiente (ANAM) en contra de la contaminación ambiental denominado "No seas la generación de la contaminación".